# Josef Kossek
Josef Kossek, auch Kosek genannt (* 29. Februar 1780 in Žďár nad Orlicí; † 7. Juli 1858 in Prag), war ein tschechischer Uhrmacher, Mechaniker und Miniaturmaler.

## Leben
Der Sohn des Försters wurde am 29. Februar 1780 in Žďár nad Orlicí (Böhmen) geboren. Nach dem Philosophie-Studium in Brünn und Olmütz, trat er in das Prämonstratenser Chorherrenstift Želiv ein, wo er als Novize das Porträt des Prälaten Thaddäus von Trautmannsdorff aus Alabaster schnitzte und bereits damals als Autodidakt Uhren anfertigte. Nach drei Jahren Theologiestudium verließ er das Stift, betätigte sich als Miniaturmaler und trat 1809 als Sekretär in die Dienste des Grafen Auersperg in Prag an.
Nach 1814 wandte sich Kossek ganz der Uhrmacherkunst zu und erlangte darin später bedeutendes Ansehen. In der Anfangszeit lernte er beim Prager Erfinder und Konstrukteur Josef Božek die Uhrmacherei. Er stieß auf einen großen Widerstand der Prager Uhrmacherinnung, die kein Verständnis für moderne Änderungen in der Uhrmacherei hatten. Erst nach einem persönlichen Eingriff des Grafen Kolowrat-Liebsteinsky dürfte Kossek den Beruf des Uhrmachers ausüben.
Ab 1825 arbeitete Josef Kossek als Kunstuhrmacher für die Prager Sternwarte. Josef Kossek war Ehrenmitglied des böhmischen Gewerbevereins. Er starb in Prag am 7. Juli 1858.

## Leistungen
Kossek erfand viele Verbesserungen in der Uhrentechnik. Bekannt ist eine neue Art der von ihm entwickelten Hemmung und verschiedene Kompensationspendel.
Seine berühmtesten Werke waren Präzisionspendeluhren an der Sternwarte in Prag und Triest. Eine Präzisionspendeluhr befindet sich im Technischen Nationalmuseum in Prag.